# Wood Harris
Sherwin David "Wood" Harris (Chicago, Illinois; 17 de octubre de 1969) es un actor estadounidense. Es conocido principalmente por sus papeles como el mafioso Avon Barksdale en la serie de HBO The Wire, como Motaw en la película de 1994 Above the Rim y como Julius Campbell en la película de 2000 Remember the Titans.

## Carrera profesional
Harris nació en Chicago, Illinois, hijo de Mattie, ama de casa, y John Harris, conductor de autobús. Wood es el hermano menor del también actor Steve Harris. Obtuvo un Bachelor of Arts en Artes Teatrales por la Universidad del Norte de Illinois (NIU) y un Magíster en Artes por la Universidad de Nueva York (NYU). Mientras estuvo inscrito en NYU, Harris protagonizó su primer papel principal en el drama de baloncesto Above the Rim, trabajando junto a Tupac Shakur, y apareció en numerosas producciones teatrales de diferentes obras de teatro off-Broadway.
Harris recibió el primer puesto del New York Film Festival al Mejor Actor por su interpretación de "Derrick 'D-Train' Trainer" en Morningside Prep, un cortometraje dirigido por el cineasta Malcolm D. Lee. Posteriormente, fue estrella invitada en una serie de televisión y salas de cine antes de retratar al legendario guitarrista de rock Jimi Hendrix en la película de 2000 de Showtime, Hendrix.
Más tarde en ese mismo año, Harris recibió su primera nominación al NAACP Image Award como Mejor Actor de Reparto en una película junto con la nominación del Blockbuster Movie Award como Actor Favorito de Reparto en una película por su papel como Julius "Big Ju" Campbell en Remember The Titans. En 2002, protagonizó la producción Dame Dash, un clásico del cine de culto, Paid in Full, basada en la verdadera historia de los tres legendarios capos de la droga de Harlem.
Uno de sus papeles más recordados es el del mafioso de Baltimore Avon Barksdale en las tres primeras temporadas de la serie original de HBO The Wire. Harris también produjo su propio álbum debut, Beautiful Wonderful, que fue lanzado en 2005. Harris regresó a su papel como el despiadado capo de la droga Avon Barksdale por un episodio de la quinta y última temporada de The Wire.
En junio de 2008 el director Martin Guigui reveló que Harris fue elegido como Nate "Sweetwater" Clifton en Sweetwater, la película sobre el primer jugador negro de la NBA.
En 2009, Harris tuvo un papel principal en la película Just Another Day, donde interpretó a un rapero exitoso llamado A-maze y participó en Un tranvía llamado Deseo, en la que interpretará el papel de Mitch.
En 2012, Harris narró el documental Benji de la serie 30 for 30 de ESPN.

## Filmografía
- Creed III (2023) - Tony "Little Duke" Evers
- Winning Time: The Rise of the Lakers Dynasty (2022) - Spencer Haywood
- Space Jam: A New Legacy (2021) - Entrenador C
- Creed II (2018) - Tony "Little Duke" Evers
- 9/11 (2017) - Michael
- Blade Runner 2049 (2017) - Nandez
- Creed (2015) - Tony "Little Duke" Evers
- Dredd (2012) - Kay
- Joy Road (2011)- Tony Smalls
- Just Another Day (2009)- A-Maze
- Sweetwater (2009)- Nathaniel "Sweetwater" Clifton
- Dough Boys (2009)- Julian France
- Next Day Air (2009)- Guch
- Not Easily Broken (2009)- Darnell Gooden
- Jazz in the Diamond District (2008)- Gabriel Marx
- 4 Life (2007)- Dayvon
- The Heart Specialist (2006/2011)- Dr. Sidney Zachary
- Southland Tales (2006)- Dion Element
- Dirty (2005)- Brax
- Paid in Full (2002)- Ace
- The Wire (2002–08) (serie de televisión)- Avon Barksdale
- The Gold Cup (2000)- Clayton
- Remember the Titans (2000)- Julius Campbell
- Hendrix (2000) (TV)- Jimi Hendrix
- Are You Cinderella? (corto) (2000)
- Committed (2000)- Chicky
- Rhapsody (2000) (TV)- Billy Dixon
- Train Ride (2000)- Will
- Spenser: Small Vices (1999) (TV)- Ellis Alves
- The Siege (1998)- policía Henderson
- Celebrity (1998)- Al Swayze
- Mejor... imposible (1997)- chico de Cafe 24
- Above the Rim (1994)- Motaw

## Apariciones en televisión
- Hawaii Five-0 (2010)- Russell Ellison
- Southland (serie de televisión) (2010)- Trinney Day
- House (2008)- Bowman
- Numb3rs (2007)- Murphy 'Pony' Fuñez
- The Twilight Zone (2003)- Dwayne Grant/Marvin Gardens
- New York Undercover (1998)- Shadow
- Cosby (1997)- Tony
- Oz (1997)- policía Gordon Wood
- NYPD Blue (1996)- Hector